# 模擬軟體
模擬軟體，藉由程式語言依照模擬學的方法論所建立出來的軟體，稱之為模擬軟體，此類的工具包含了各種應用領域，通常用來作為系統的分析，預測，推導，展示等應用。而其方法論包含了系統動態分析模擬，離散事件模擬以及代理人模擬。另外CAD(電腦輔助製圖/設計)也算是一種模擬工具，藉由圖學演算法來產生三維的物件，再用來展示想法及施工之問題發掘等應用。